# AGCO Ideal
Ideal ist eine Mähdrescher-Baureihe des Landmaschinenherstellers AGCO. Die Mähdrescher werden unter den Marken Fendt und Massey Ferguson angeboten. Der Mähdrescher sollte auch unter der Marke Challenger angeboten werden, dies wurde jedoch nicht umgesetzt, da AGCO zwischenzeitlich entschieden hat, die Marke Challenger auslaufen zu lassen. Die Mähdrescher werden ab Werk stets schwarz lackiert und mit den Schriftzügen der entsprechenden Marke versehen.

## Geschichte

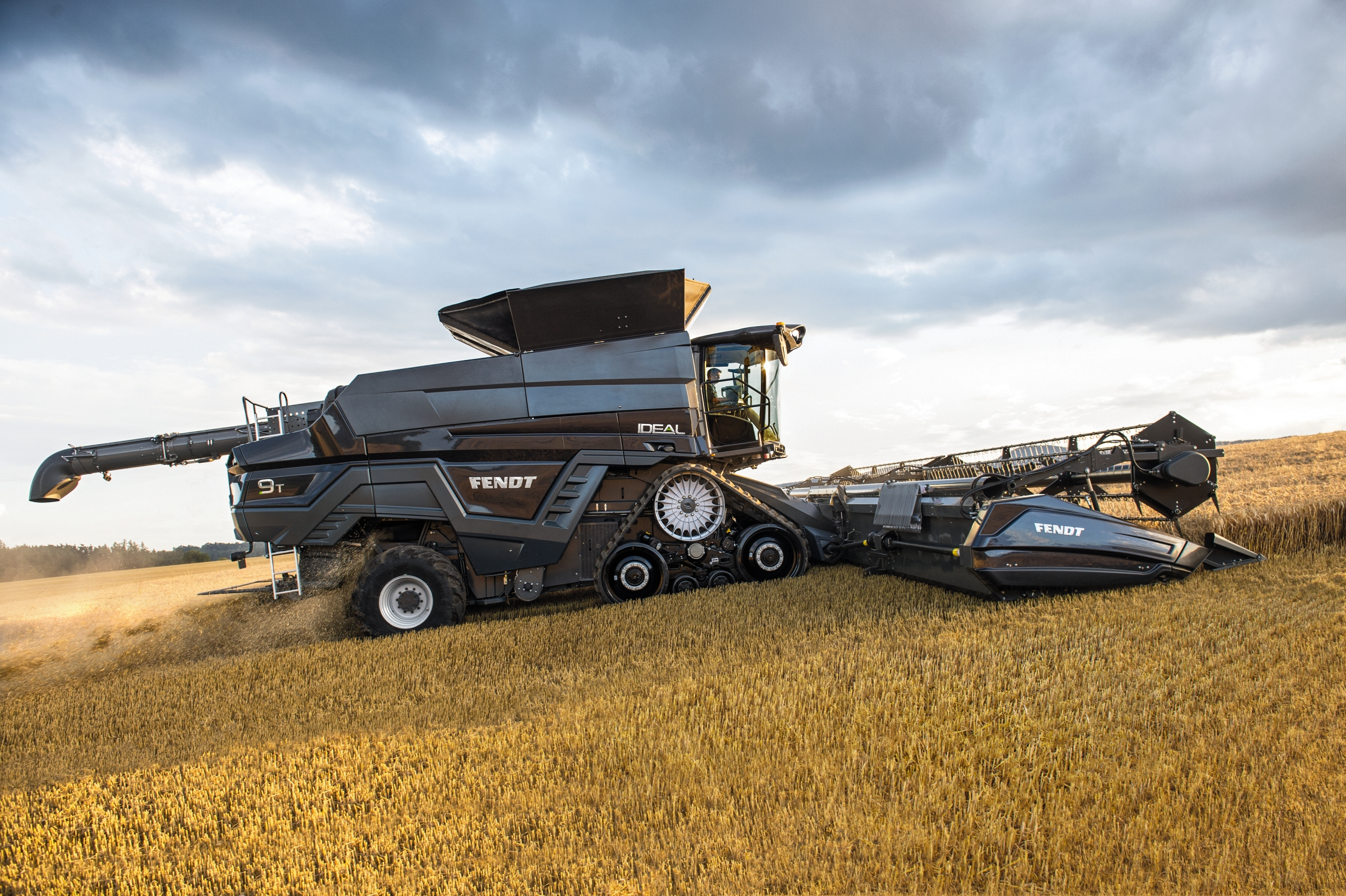
Fendt Ideal 9T mit Raupenlaufwerken vorn

Die Mähdrescherbaureihe Ideal mit den drei Modellen 7, 8 und 9 wurde am 5. September 2017 erstmals der Öffentlichkeit vorgestellt. Hergestellt wird die Baureihe ausschließlich im ehemaligen Laverda-Werk im italienischen Breganze. Neben den Standardmodellen wurden auch Modelle mit Hangausgleich (Paralevel/PL) und Raupenlaufwerken vorn (TrakRide/T) eingeführt. Bei Fendt ersetzte der Ideal die X-Serie und bei Massey Ferguson den Delta 9300. 2019 wurde der Ideal 10T präsentiert, der ausschließlich unter der Marke Fendt und mit Raupenlaufwerken vorn angeboten wird.

## Beschreibung

### Schneidwerk
Der Ideal 7 ist ab Werk mit Schneidwerken mit Arbeitsbreiten von 7,7 bis 10,7 m verfügbar, beim Ideal 8 sind es 9,2 bis 12,2 m. Beim Ideal 9 und 10 sind ab Werk mit Schneidwerken mit Arbeitsbreiten von 10,7 bis 12,2 m verfügbar.

### Dreschwerk und Reinigung
Der Ideal 7 ist mit einem einzelnen Axialrotor ausgestattet. Die Modelle Ideal 8, 9 und 10 sind mit zwei Axialrotoren ausgestattet. Die Rotoren haben immer einen Durchmesser von 600 mm und eine Länge von 4838 mm. Beim Ideal 7 liegt die Dreschkorbfläche bei 0,83 m², bei den anderen Modellen sind es 1,66 m². Die Abscheidefläche liegt bei dem Ideal 7 bei 1,44 m², beim Ideal 8 bei 1,92 m², beim Ideal 8 bei 2,40 m² und beim Ideal 10T bei 2,88 m². Die Rotoren arbeiten mit Drehzahlen von 280–1160/min. Die Zuführtrommel hat stets einen Durchmesser von 600 mm und arbeitet im Ideal 7 und 8 mit Drehzahlen von 285–656/min oder 200–828/min, bei den anderen Modellen sind es 200–828/min. Die Gesamtabscheidefläche liegt beim Ideal 7 bei 2,27 m², beim Ideal 8 bei 3,58 m², beim Ideal 9 bei 4,06 m² und beim Ideal 10T bei 4,54 m². Die Gesamtsiebfläche liegt beim Ideal 7 und 8 bei 4,9 m², beim Ideal 9 und 10T sind es 5,4 m². Das Gebläse arbeitet mit Drehzahlen von 150–1350/min.

### Korntank
Die Modelle Ideal 7, 7 PL, 7T, 8, 8PL, 8T und 9PL sind mit Streamer 140-Konrntanks mit einem Volumen von 12.500 Litern und einer Entleerungsrate von 140 dm³/s ausgestattet. Optional können die Modelle 7, 7T, 8 und 8T mit Streamer 210-Korntanks ausgestattet werden. Diese haben ein Volumen von 17.100 Liter und eine Entleerungsrate von 210 dm³/s. Bei den Modellen Ideal 9, 9T und 10T sind serienmäßig mit Streamer 210-Korntanks ausgestattet. Die maximale Überladehöhe liegt beim Ideal 7 und 8 bei 4,28 m, beim Ideal 9 und 10T sind es 4,95 m.

### Motoren
Der Ideal 7 ist mit einem Siebenzylinder-Reihenmotor des Herstellers AGCO Power mit 9,8 Liter Hubraum ausgestattet. Der Motor hat nach ECE R 120 eine Maximalleistung von 355 kW (483 PS) bei 1800/min. Die Modelle Ideal 8, 9 und 10T sind mit Sechszylinder-Motoren von MAN ausgestattet. Beim Ideal 8 hat der Motor einen Hubraum von 12,4 Liter und nach ECE R 120 eine Maximalleistung von 404 kW (549 PS) bei 1850/min. Beim Ideal 9 hat er einen Hubraum von 15,2 Liter und nach ECE R 120 eine Maximalleistung von 485 kW (660 PS) bei 1800/min. Beim Ideal 10T hat er einen Hubraum von 16,2 Litern und nach ECE R 120 eine Maximalleistung von 581 kW (790 PS) bei 1850/min. Die Dieselmotoren aller Modelle haben eine AdBlue-Abgasnachbehandlung und erfüllen die Abgasstufe V/Stufe 5. Der Ideal 7 hat einen Kraftstofftank mit einer Größe von 1000 oder 1250 Liter, bei den anderen Modellen ist zusätzlich eine Größe von 1500 Liter verfügbar. Der AdBlue-Tank hat stets eine Größe von 180 Liter.

### Fahrwerk und Antrieb
Das als MotionShift bezeichnete Getriebe hat zwei Gänge und eine elektronische Regelung. Alle Modelle erreichen eine Geschwindigkeit von 40 Kilometern pro Stunde. Optional sind alle Modelle mit einem Allradantrieb mit der Bezeichnung AllDrive verfügbar. Bei den ParaLevel-Modellen ist ein Hangausgleich bis zu 14 Prozent an der Vorderachse möglich.

### Abmessungen
Die Modelle Ideal 7 und 8 haben ohne Schneidwerk eine Länge von 9,13 m, bei den Modellen Ideal 9 und 10 haben eine Länge von 10,63 m. Die Breite liegt bei 3,29 bis 3,79 m, bei den PL-Modellen sind es 3,49 bis 3,89 m. Die Höhe liegt bei allen Modellen bei 3,99 m.

## Modelle
| Ideal          | Dreschsystem      | Arbeitsbreite in m | Motor                 | Max. Motorleistung in kW (PS) nach ECE R 120 | Korntankinhalt in l           |
| -------------- | ----------------- | ------------------ | --------------------- | -------------------------------------------- | ----------------------------- |
| Ideal 7/7PL/7T | Axialrotor        | 7,70–10,70         | AGCO Power 7-Zylinder | 355 (483)                                    | 12500 (7/7PL/7T)–17100 (7/7T) |
| Ideal 8/8PL/8T | Doppel-Axialrotor | 9,20–12,20         | MAN 6-Zylinder        | 404 (549)                                    | 12500 (8/8PL/8T)–17100 (8/8T) |
| Ideal 9/9PL/9T | Doppel-Axialrotor | 10,70–12,20        | MAN 6-Zylinder        | 485 (660)                                    | 12500 (9PL)–17100 (9/9T)      |
| Ideal 10T      | Doppel-Axialrotor | 10,70–12,20        | MAN 6-Zylinder        | 581 (790)                                    | 17100                         |